# Ekkehard Nümann
Ekkehard Nümann, auch Ekkehard W. Nümann (geboren am 28. Februar 1945 in Ehrhorn, Niedersachsen) ist ein deutscher Jurist. Er ist seit 1989 Vorsitzender des Vereins Freunde der Kunsthalle in Hamburg. Des Weiteren ist er Präsident des Bundesverbandes der Fördervereine deutscher Museen für bildende Kunst und ehemaliger Präsident der World Federation of Friends of Museums (WFFM).

## Leben
Nach dem Abitur wurde Ekkehard Nümann ab 1965 zunächst Soldat auf Zeit für zwei Jahre, machte eine Ausbildung zum Offizier und ist Oberstleutnant der Reserve. Im Anschluss studierte er Rechtswissenschaften an den Universitäten Hamburg und Straßburg. Im Jahre 1971 absolvierte er sein Erstes Staatsexamen. Er wurde 1974 promoviert – betreut von Werner Thieme – zum Thema Die Organisation des Personalwesens in der Ministerialverwaltung von Bund und Ländern und legte im gleichen Jahr sein Zweites Staatsexamen ab.
Zwischen 1974 und 1979 ging er einer Tätigkeit im allgemeinen höheren Verwaltungsdienst der Freien und Hansestadt Hamburg nach; zuletzt als Oberregierungsrat in der Finanzbehörde. Laut Eigenangaben wollte er Karriere in der Hamburger Finanzbehörde machen, wurde jedoch 1979 Notarassessor und war ab 1982 zugelassener Notar in Hamburg. Wegen Erreichens der Altersgrenze schied er 2015 aus dem Amt aus. Auch war er mehrere Jahre Dozent für Erbrecht und Testamentsvollstreckung an der Deutschen Anwalt Akademie.

## Ehrenamtliches Engagement in Kunst und Wissenschaft
Nümann war lange Jahre Vorsitzender der Ernst Barlach Gesellschaft Hamburg; in seine Ära fiel 1987 die Gründung des Ernst-Barlach-Museums Wedel.
Seit 1989 ist Nümann Vorsitzender des Vereins Freunde der Kunsthalle. Während seiner Amtszeit erhöhte sich die Mitgliederzahl des „Fanclubs“ – wie er ihn gerne nennt – von rund 2.800 auf 20.000 (Stand: Dezember 2024). Er selbst ist bereits seit seinem Jurastudiums dem Verein verbunden und wurde 1982 in deren Vorstand berufen.
Als Fördermitglied der Freie Akademie der Künste in Hamburg wurde Nümann im März 1992 als Kandidat der SPD-Bürgerschaftsfraktion zum Vorstandsmitglied der Hamburgischen Anstalt für neue Medien (HAM) vorgeschlagen. Bei der HAM leitete er den Rechts- und Finanzausschuss.
Seit 2003 ist er Präsident des Bundesverbandes der Fördervereine deutscher Museen für bildende Kunst – einer Institution, die inzwischen 92 Fördervereine mit über 130.000 Mitglieder vertritt.
Seit 2004 ist er Vorsitzender des Kuratoriums der 1907 von Werner von Melle gegründeten Hamburgischen Wissenschaftlichen Stiftung. Er ist Herausgeber der Schriftenreihen der Stiftung „Mäzene für Wissenschaft“, „Wissenschaftler in Hamburg“ und „Künstler in Hamburg“.
Im Juli 2015 wurde Nümann zum Präsidenten der World Federation of Friends of Museums (WFFM) gewählt auf deren Generalversammlung in Mexiko-Stadt. Bereits in der vorangegangenen Wahlperiode hatte er als Vizepräsident der Vereinigung fungiert, die weltweit über zwei Millionen organisierte Museumsfreunde in Fördervereinen vertritt.
Er war langjähriger Vorsitzender des Kuratoriums der Stiftung Kinder-Hospiz Sternenbrücke in Hamburg und Gründungsmitglied der Hamburger Stiftung Armin Sandig e.V. Seit 2018 ist er Mitglied des Rotary Clubs Hamburg-Speicherstadt und derzeitiger Präsident.

## Auszeichnungen
Im September 2007 wurde Nümann durch den Senat von Beust II für seine kulturelle Leistungen um Hamburg mit der Senator-Biermann-Ratjen-Medaille geehrt. Für sein Engagement im Dienste der Hamburger Kunsthalle und deren Freundeskreis wurde ihm im Mai 2016 von Senatorin Cornelia Prüfer-Storcks (SPD) das Bundesverdienstkreuz 1. Klasse überreicht.

## Privates
Ekkehard Nümann ist verheiratet mit der ehemaligen Bezirksamtsleiterin von Eimsbüttel und Hamburger Finanzsenatorin Ingrid Nümann-Seidewinkel (SPD). Aus der Ehe gingen zwei Töchter hervor. Er ist leidenschaftlicher Motorradfahrer und besitzt eine BMW R 1250 RT; auch war er einige Jahre Geschäftsführer der Arbeitsgemeinschaft motorradfahrender Ärzte Deutschlands e. V.

## Herausgeberschaften
- Freunde, Magazin der Freunde der Kunsthalle e. V., halbjährlich (seit Frühjahr 2014), 22 Ausgaben
- Biographienreihen Mäzene für Wissenschaft, Wissenschaftler in Hamburg und Künstler in Hamburg sowie die Kleine Reihe für die Hamburgische Wissenschaftliche Stiftung (seit 2007), Hamburg: University Press und Göttingen: Wallstein Verlag, 42 Bände
- Armin Sandig: Aquarelle (2017), Köpfe (2018), Figuren (2020), Radierungen (2022), Zeichnungen (2024) für die Stiftung Armin Sandig e. V., Göttingen: Wallstein Verlag
- Dieter Asmus, Peter Nagel, Dietmar Ullrich: Die Maler der Gruppe Zebra, 3 Bände, Göttingen: Wallstein Verlag 2023
- Rolf Nesch: Die Hamburger Sammlung von Klaus Friedrich Meyer, Göttingen: Wallstein Verlag 2024
- Glanzstücke. Meisterwerke der Hamburger Kunsthalle, Hamburg: Freunde der Kunsthalle 2018